# Une nuit à Versailles
Albums de Vanessa Paradis
Best of
(2009) Love Songs
(2013)
Une nuit à Versailles est le quatrième album live de Vanessa Paradis sorti le 29 novembre 2010.
Il a été enregistré à l'Opéra Royal du château de Versailles les 11 et 12 juillet 2010.
Cet album a été enregistré dans le cadre de la Tournée Acoustique de la chanteuse, constituée de 23 dates entre le 18 juin et le 30 juillet 2010.
Devant le succès de cette tournée française, Vanessa Paradis part en tournée mondiale en février 2011 (France, États-Unis, Japon, Angleterre, Belgique, Suisse, Canada).

## Liste des chansons
1. Pourtant
2. Que fait la vie ?
3. Junior Suite
4. Scarabée
5. Dans mon café
6. Chet Baker
7. Bliss
8. St Germain
9. Jackadi
10. When I say
11. La mélodie
12. Sunday Mondays
13. Joe le taxi
14. Be My Baby
15. Le temps de l'amour
16. L'incendie
17. Dis-lui toi que je t'aime
18. Divine idylle
19. Tandem
20. Il y a

Bonus DVD:
1. Marilyn et John
2. Les revenants
3. La vague à lames

## Dates de la tournée 2010
18 juin: Créteil
22 juin: Lille
23 juin: Bruxelles
25 juin: Nuits de Fourvière de Lyon
26 juin: Festival Solidays Paris/Longchamp

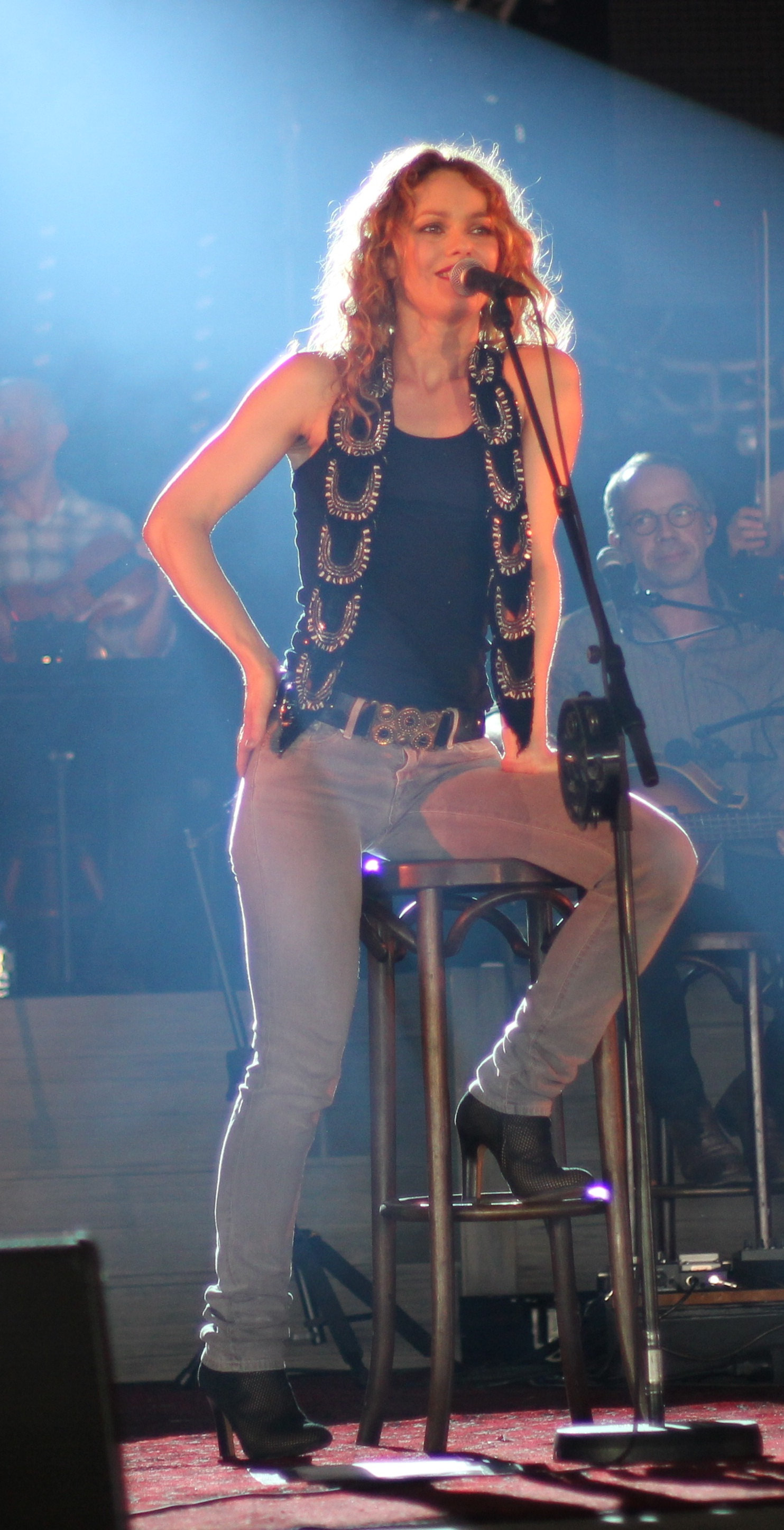
Vanessa Paradis en concert aux Solidays en 2010.

du 28 juin au 2 juillet: Casino de Paris (5 représentations)
4 juillet: Vaison la Romaine
5 juillet: Festival d'Istres
7 juillet: Albi
10 juillet: Festival de jazz de Montreux
11 juillet: Versailles
12 juillet: Versailles
14 juillet: Francofolies de La Rochelle
15 juillet: Géménos
16 juillet: Géménos
23 juillet: Perpignan
25 juillet: Monaco
29 juillet: Vaison la Romaine
30 juillet: Festival de Ramatuelle

## Dates de la tournée 2011
15 janvier: Conflans St Honorine (Théâtre Signoret)
17 janvier: Biarritz (Gare du midi)
19 janvier: Liège (Forum)
21 janvier: Lyon (Cité Centre de Congrès)
22 janvier: Morges (Théâtre Beausobre)
du 24 au 31 janvier 2011: Les Folies Bergère (7 représentations)
2 février: Londres (Koko)
16 février: New-York (Town Hall)
18 février: Los Angeles (Orpheum Theatre)
20 février: Montréal (Salle W. Pelletier)

## Anecdotes
- L'idée d'une tournée acoustique est née grâce au concert privé unique de Vanessa Paradis à La Cigale le 22 novembre 2009, accompagnée par un quatuor à cordes et destiné à promouvoir la sortie du premier Best of de la chanteuse.
- L'intégralité des arrangements du spectacle furent réalisés par Albin de la Simone.
- Elle intègre à ce récital une reprise de Françoise Hardy intitulée Le temps de l'amour et figurant sur le premier album de la chanteuse datant de 1962.
- Lors du "Tour 2011", Vanessa Paradis interprète également Hallelujah une reprise de Leonard Cohen et Jeff Buckley, ainsi que Le petit bonheur de Félix Leclerc.
- En décembre 2010, plusieurs associations, en France[1] et au Canada[2], demandent à Vanessa Paradis d'annuler son concert en Israël. Début janvier 2011, elle renonce à se produire en concert le 10 février 2011 à Tel-Aviv.
- Les premières parties de ce spectacle ont été assurées, en alternance, par Albin de la Simone ou Hugh Coltman.